# The Voice (chanson d'Eimear Quinn)
Pour les articles homonymes, voir The Voice.
Chansons représentant l'Irlande au Concours Eurovision de la chanson
Dreamin'
(1995) Mysterious Woman
(1997)
Chansons ayant remporté le Concours Eurovision de la chanson
 Nocturne
(1995)  Love Shine a Light
(1997)
The Voice (La Voix) est la chanson gagnante du Concours Eurovision de la chanson 1996, interprétée par la chanteuse irlandaise Eimear Quinn. 

## À l'Eurovision
Elle est intégralement interprétée en anglais, langue nationale, comme l'impose la règle entre 1976 et 1999.